# Jaworzno (Rudniki)
Jaworzno ist eine Ortschaft mit einem Schulzenamt der Landgemeinde Rudniki im Powiat Oleski der Woiwodschaft Oppeln in Polen.

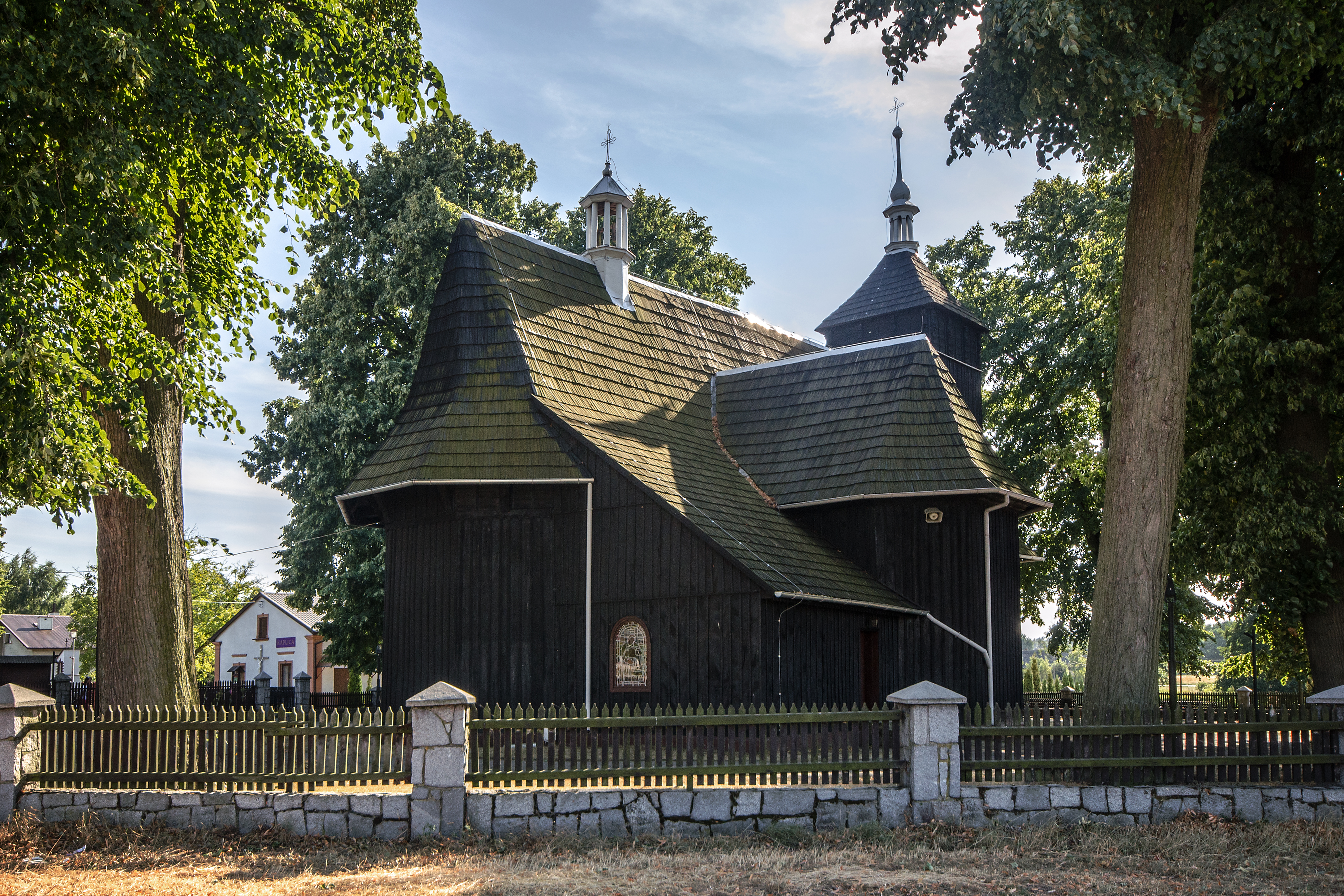
Holzkirche

## Geschichte
Der Ort Javorovo wurde im Jahr 1250 erstmals urkundlich erwähnt, als der Papst den aus dem Dorf dem Breslauer Kloster auf dem Sande und seiner Niederlassung in Mstów gehörigen Zehnt bestätigte. Der Ortsname ist vom Appellativ jawor (Berg-Ahorn) mit dem Suffix -no abgeleitet.
Politisch gehörte der Ort zum Weluner Land, ab dem frühen 15. Jahrhundert in der Woiwodschaft Sieradz im Königreich Polen (ab 1569 in der Adelsrepublik Polen-Litauen). In der zweiten Hälfte des 15. Jahrhunderts bestand in Jaworzno eine selbstständige Pfarrei des Erzbistums Gnesen. In der Zeit der Reformation war die Kirche in kalvinistischen Händen.
Nach der zweiten Teilung Polens von 1793 gehörte das Dorf bis 1807 zu Südpreußen. 1807 kam es ins Herzogtum Warschau und 1815 ins neu entstandene russisch beherrschte Kongresspolen.
Nach dem Ende des Ersten Weltkriegs kam Jaworzno zu Polen, Woiwodschaft Łódź. Beim Überfall auf Polen 1939 wurde das Gebiet von den Deutschen besetzt und dem Landkreis Welun im Reichsgau Wartheland zugeordnet.
Von 1975 bis 1998 gehörte Jaworzno zur Woiwodschaft Częstochowa.